# Bossa Nova Baby
Singles de Elvis Presley
(You're The) Devil in Disguise
(1963) Kissin' Cousins
/ It Hurts Me
(1964)
Clip vidéo
[vidéo] « Bossa Nova Baby (audio) », sur YouTube
Bossa Nova Baby est une chanson notamment chantée par Elvis Presley dans le film L'Idole d'Acapulco, sorti aux États-Unis le 27 novembre 1963.
Avant la sortie du film, en octobre 1963, la chanson est sortie en single. Elle est également incluse dans l'album de la bande originale de ce film.

## Composition
La chanson a été écrite par Jerry Leiber et Mike Stoller.

## Histoire
La chanson a été originellement enregistrée par le groupe Tippie and The Clovers. Enregistrée par elles le 18 octobre 1962, elle sort en single en novembre de la même année.
Elvis Presley l'a enregistrée avec les Jordanaires le 22 janvier 1963 pendant les sessions d'enregistrement pour le film L'Idole d'Acapulco au studio Radio Recorders à Hollywood.